# Egretta novaehollandiae
La garceta cariblanca (Egretta novaehollandiae) es una especie de ave pelecaniforme de la familia Ardeidae propia de Indonesia, Australia Papúa Nueva Guinea, Nueva Zelanda y otras islas menores.
Es una garza esbelta que a menudo se posa muy erguida. Su reclamo más común es un graznido grave, aunque también emite notas bajas y guturales.

## Hábitat
Habita en arrecifes cerca de la costa, marismas costeras, ríos, lagos, pantanos y praderas secas. En tierra o en el agua anda lentamente, parándose para arponear a su presa, o la acecha parada. 
Cuando no está criando, a veces se la encuentra en zonas abiertas, aunque las parejas siempre anidan en árboles aislados o en grupo. Las aves que crían se exhiben en el nido, erizando las plumas puntiagudas que crecen en su cabeza, cuello y dorso.

## Alimentación
Se alimenta de peces, ranas, crustáceos y, a veces, lagartijas y pequeños pájaros, así como de las plagas de langostas o ratones en su área de distribución. Al igual que muchas otras garzas, a veces establece un territorio temporal de alimentación, que defiende contra otros de su especie.

## Subespecies
Se reconocen dos subespecies de Egretta novaehollandiae:
- Egretta novaehollandiae novaehollandiae - Indonesia y Australasia
- Egretta novaehollandiae parryi - Noroeste de Australia